# Caledonian Railway
La Caledonian Railway (CR) è stata una compagnia ferroviaria britannica, attiva dal 1847 al 1923. 
È stata una delle 5 ferrovie scozzesi principali prima del Grouping del 1923. Dopo la North British Railway, aveva la seconda rete ferroviaria più grande della Scozia, con un'estensione di quasi 1.800 chilometri. Si estendeva tra il confine scozzese a Carlisle e Aberdeen e comprendeva principalmente percorsi nelle densamente popolate Lowlands attorno a Glasgow ed Edimburgo, ma raggiungeva anche le Highlands meridionali, attraverso la linea per Oban. Anche la sezione scozzese della West Coast Main Line, il collegamento principale tra Londra e Glasgow, faceva parte della rete.

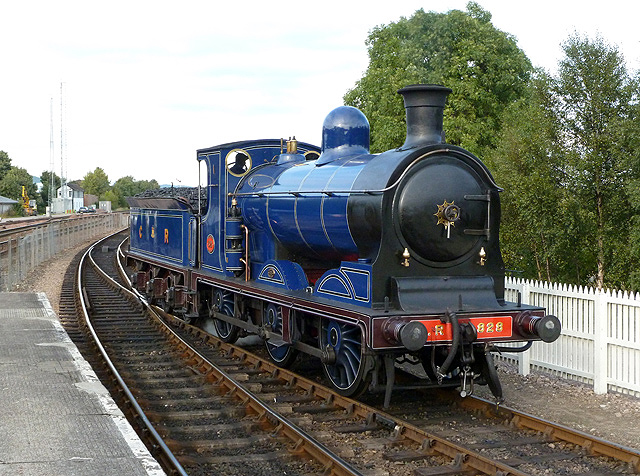
Una locomotiva Caledonian Railway Classe 852 conservata alla Strathspey Railway

## Storia
La Caledonian Railway fu fondata nel 1845 con il Caledonian Railway Act. Lo scopo della ferrovia era realizzare una connessione ferroviaria diretta tra Londra e le città scozzesi di Glasgow ed Edimburgo. La linea, progettata da Joseph Locke vicino il Beattock Summit di Moffat, fu completata nel 1848. Per servire al meglio entrambe le città, la compagnia scelse un percorso impegnativo dal punto di vista tecnico. Inoltre, utilizzò tratte preesistenti nei pressi di Glasgow e creò un collegamento con la Scottish Central Railway a Castlecary per permettere l’accesso a Stirling e Perth.
Oltre alla sua linea principale verso sud, la CR perseguì una strategia di consolidamento della propria rete nelle aree ricche di carbone a sud e a est di Glasgow. Nel 1847 acquisì la Glasgow, Paisley and Greenock Railway, ottenendo così l’accesso al porto di Greenock, situato sulla sponda meridionale del Firth of Clyde. Questo la portò in diretta concorrenza con la Glasgow and South Western Railway (G&SWR), che in precedenza aveva il monopolio nella regione dell’Ayrshire. La rivalità tra la Caledonian Railway e la G&SWR rimase accesa fino alla loro fusione nella London, Midland and Scottish Railway (LMS) nel 1923.
A partire dal 1849, la CR tentò di rilevare la Edinburgh and Glasgow Railway, che possedeva la linea più antica e veloce tra le due città. Un’acquisizione avrebbe dato alla ferrovia un quasi monopolio ferroviario in Scozia. Tuttavia, nel 1865 fu la North British Railway ad acquisire con successo questa compagnia. In risposta, la Caledonian costruì una nuova linea diretta tra Edimburgo e Glasgow, la Shotts Line, inaugurata nel 1869, che offriva un collegamento competitivo, in contrasto con il precedente e più lungo percorso via Carstairs. Nel 1865 la Caledonian Railway acquisì la Scottish Central Railway e, l’anno successivo, la Scottish North Eastern Railway, garantendosi così un collegamento continuo da Glasgow ad Aberdeen tramite Perth. Nello stesso anno fu fondata la Callander and Oban Railway, che, pur restando formalmente indipendente, fu gestita dalla CR. Con l’arrivo a Oban nel 1880, la Caledonian Railway poté estendere i propri servizi ad alcune zone delle Highlands e alle Ebridi.
La Caledonian Railway e la North British Railway si contesero duramente il mercato a Edimburgo, soprattutto per l’accesso al porto di Leith. La NBR disponeva della stazione centrale di Edimburgo Waverley, mentre la CR rispose nel 1870 con l’apertura della stazione di Edimburgo Princes Street. A Glasgow, nel 1879, la CR riuscì, dopo anni di opposizione da parte dell’ammiragliato che voleva mantenere il Clyde navigabile per le navi a vela, a costruire un ponte sul fiume, il Caledonian Railway Bridge, e inaugurare la nuova stazione di Glasgow Central. Prima di allora, i treni CR terminavano la corsa in stazioni meno comode come Bridge Street o Buchanan Street.
La linea principale della CR tra Carlisle e Glasgow ed Edimburgo fu teatro del peggior incidente ferroviario della storia britannica nel 1915, il disastro ferroviario di Quintinshill, che causò 230 morti e 246 feriti.
Nell'ambito dell'attuazione del Railways Act del 1921, il 1° gennaio 1923 la CR fu incorportata dalla nuova London, Midland and Scottish Railway. Tra le altre cose, la nuova società acquisì 1.077 locomotive, 3.040 carrozze passeggeri e 51.536 carri merci. Nell'ultimo anno della sua indipendenza, la rete di collegamenti della compagnia ammontava a 1114 miglia, equivalenti a circa 1793 chilometri.

## Stemma

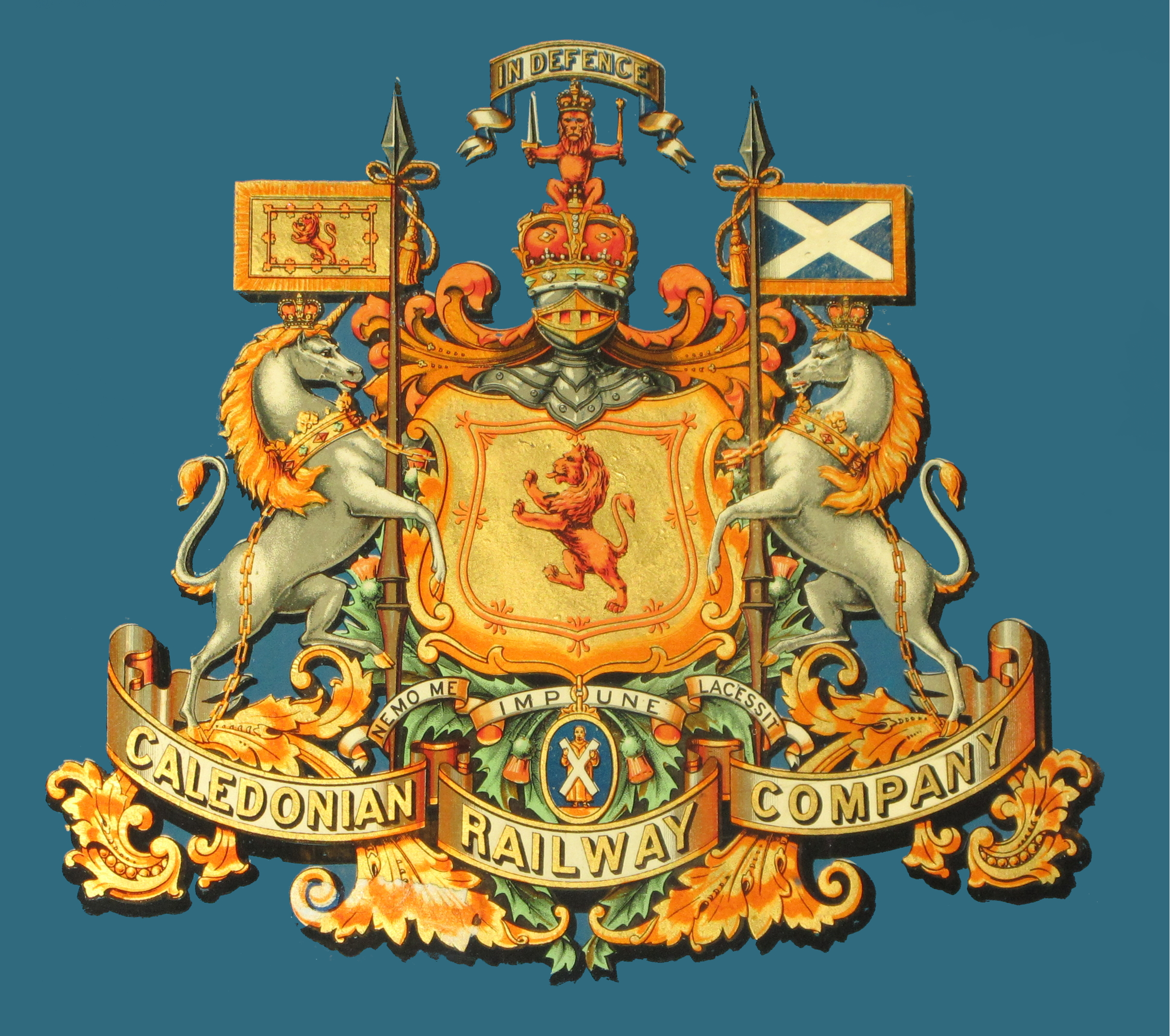
Lo stemma della Caledonian Railway

Sebbene la CR fosse stata fondata in gran parte con capitale inglese, riuscì a presentarsi come la ferrovia nazionale della Scozia. A ciò ha contribuito il colore scelto, il Caledonian Blue, che si ispirava al blu della Saltire, la bandiera della Scozia, così come il motto Nemo me impune lacessit (Nessuno mi aggredisce impunemente), preso in prestito dall'Ordine del Cardo. Lo stemma della Caledonian Railway aveva inoltre il leone rampante, preso in prestito dallo stemma della Scozia. Per quanto ne sappiamo, nonostante l'uso di questo stemma, in realtà riservato al monarca, non ci furono conseguenze legali per la compagnia del Lord Lyon, re d'arme.